# Силантьевка
Силантьевка (каз. Силантьев) — село в Алтынсаринском районе Костанайской области Казахстана. Входит в состав Убаганского сельского округа. Код КАТО — 393257100.

## География
Село находится примерно в 2 км к северо-западу от районного центра села Убаганское.

## История
До 5 апреля 2013 года село являлось административным центром упразднённого Силантьевского сельского округа.

## Население
В 1999 году население села составляло 1698 человек (898 мужчин и 800 женщин). По данным переписи 2009 года, в селе проживало 1550 человек (728 мужчин и 822 женщины).